# União Agrícola Barbarense Futebol Clube
L'União Agrícola Barbarense Futebol Clube, noto anche semplicemente come União Barbarense, è una società calcistica brasiliana con sede nella città di Santa Bárbara d'Oeste, nello stato di San Paolo.

## Storia
L'União Agrícola Barbarense Futebol Clube fu fondata il 22 novembre 1914. Nel 2004 la squadra vinse il Campeonato Brasileiro Série C dopo aver sconfitto, in un quadrangolare, il Gama, l'Americano e il Limoeiro.

## Palmarès

### Competizioni nazionali
- Campeonato Brasileiro Série C: 1

2004

### Competizioni statali
- Campeonato Paulista Série A2: 1

1998
- Campeonato Paulista Série A3: 1

1967